# Nelly Juckel
Nelly Juckel (* 12. Februar 2002) ist eine deutsche Fußballspielerin. Sie spielt für den FC Carl Zeiss Jena.

## Karriere

### Vereine
Juckel spielte in der Jugendabteilung des FF USV Jena und bestritt saisonübergreifend von 2016 bis 2019 insgesamt 33 Punktspiele in der B-Juniorinnen-Bundesliga – Staffel Nord/Nordost – und erzielte in diesen sechs Tore. Noch als B-Jugendspielerin kam sie in der Saison 2018/19 in sechs Punktspielen der ersten Mannschaft zum Einsatz. In der Folgesaison bestritt sie für die zweite Mannschaft in der drittklassigen Regionalliga Nordost ebenfalls sechs Punktspiele (1 Tor). Während dieser Zeit bestritt sie auch sieben weitere Bundesligaspiele für die erste Mannschaft. Mit der am 26. Mai 2020 erfolgten Bekanntgabe, das Spielrecht für alle Mannschaften an den FC Carl Zeiss Jena zum 1. Juli 2020 abzugeben, spielt sie seit der Saison 2020/21 für diesen Verein, zunächst in der Staffel Nord der 2. Bundesliga, ab der Saison 2022/23 in der eingleisigen 2. Bundesliga. Für die zweite Mannschaft war sie in den Saisonen 2021/22 und 2022/23 in 23 Regionalligaspielen aktiv, wobei ihr zehn Tore gelangen.

### Auswahl- / Nationalmannschaft
Juckel kam als Spielerin der Auswahlmannschaft des Thüringischen Fußball-Verbandes in den Altersklassen U14 (2016), U16 (2017, 2018) und U18 (2017, 2018, 2019) in insgesamt 20 Turnierspielen um den DFB-Länderpokal an der Sportschule Wedau in Duisburg zum Einsatz und erzielte für die Altersklasse U14 drei Tore, für die Altersklasse U16 ein Tor.
In der U16-Nationalmannschaft wurde sie in sechs Länderspielen eingesetzt. Ihre ersten beiden Einsätze für den DFB waren die am 6. und 8. November 2017 in Skive ausgetragenen und mit 3:2 und 3:0 erfolgreichen Vergleiche mit der U16-Nationalmannschaft Dänemarks. Mit der Mannschaft nahm sie im Jahr 2018 am Turnier um den Nordic-Cup teil und kam vom 2. bis 8. Juli – im Abstand von jeweils zwei Tagen – in vier Turnierspielen gegen die U16-Nationalmannschaften Englands (0:0), Islands (1:2), Schwedens (5:2) und Norwegens (1:0) zum Einsatz.

## Erfolge
- Meister 2. Bundesliga Nord 2021 und Aufstieg in die Bundesliga

## Sonstiges
Als Schülerin des Friedrichgymnasium in Altenburg gehörte sie im Alter von zwölf Jahren der Fußball-Schulmannschaft der 12- bis 14-Jährigen an, die sich im Thüringer Landesfinale behauptete und sich somit als beste Thüringer Schulmannschaft für das Bundesfinale im Wettbewerb „Jugend trainiert für Olympia“ in Berlin qualifizierte. Von 16 Schulmannschaften Deutschlands belegte sie mit ihrer Mannschaft, für die sie in fünf Begegnungen fünf Tore erzielte, im Jahr 2014 den achten Platz.